# Родыгин, Иван Петрович
Ива́н Петро́вич Роды́гин (3 июля 1935, д. Малые Пигали, Волменский сельсовет, Просницкий район, Кировский край, СССР — 13 февраля 2024, Москва, Россия) — советский и российский тренер по биатлону. Заслуженный тренер РСФСР (1972), почётный гражданин Кирово-Чепецка (2009). Один из основоположников развития биатлона в Кировской области.

## Ранние годы
И. П. Родыгин родился 3 июля 1935 года в многодетной семье в исчезнувший ныне деревне Малые Пигали в 3-х километрах от села Волма, что в 26 километрах от современного Кирово-Чепецка. Его отец, Пётр Васильевич Родыгин, умер 30-летним от последствий ранения, полученного в 1939 году в боях на Халхин-Голе. Мать, Александра Степановна, выросла в крестьянской зажиточной семье, раскулаченной в 1930 году, скончалась в возрасте 42 лет в 1952 году. В 1943 году от голода и болезней умерли старший брат и сестра Ивана, младший брат Николай впоследствии работал водителем-дальнобойщиком. В детские годы Иван участвовал в колхозных работах и в школу в Волме пошёл только в 1944 году, в зимнее время используя самодельные, сделанные дедом из осины лыжи. В 1949 году перешёл в среднюю школу имени Володарского на железнодорожной станции Просница, являвшейся районным центром, в 10 км от дома. Первые годы учебными неделями жил на постое у дальних родственников, в 6—7 классах стал ежедневно ходить из дому. Учитель физкультуры Георгий Васильевич Печорин, выпускник ленинградского Государственного института физической культуры имени П. Ф. Лесгафта, во время войны командовавший разведротой, посылал Ивана на районные и областные соревнования и в 1951 году, после окончания семилетки, дал ему направление в Халтуринское педагогическое училище, в котором Родыгин проучился лишь месяц, поскольку, как сам пояснил в биографии, не имел средств к существованию. В ноябре 1951 года Иван поступил в школу ФЗО в посёлке при Кировской ТЭЦ-3, через 4 года ставшем городом Кирово-Чепецком. В январе 1952 года на первенстве областного совета ДСО «Трудовые резервы» по лыжным гонкам на дистанциях 10 и 18 км впервые занял призовые места. В июне 1952 года, получив специальность электрика, был принят на работу на строящийся в посёлке химический завод, будущий Кирово-Чепецкий химический комбинат, откуда в 1954 году был призван в ряды Советской Армии.
Во время службы, проходившей в Уральском военном округе, принимал участие в соревнованиях военных патрулей (предшественник биатлона), провёл 9 гонок патрулей на первенство гарнизона, округа и Вооружённых сил. Наставниками армейском команды были Виктор Васильевич Бутаков, чемпион СССР по лыжным гонкам, будущий призёр первого чемпионата мира по биатлону, проходившего в 1958 году в австрийском Зальфельдене, и Анатолий Васильевич Борин, многократный чемпион СССР в различных лыжных дисциплинах, будущий Заслуженный тренер СССР. Демобилизовавшись в октябре 1957 года, вернулся на завод, в 1958 году женился. Его супруга, Людмила Дмитриевна, родилась в Москве в 1937 году в семье кадрового военного, школу закончила в Бресте, а в город приехала к тёте, устроившей её на завод. В семье родилось двое детей: сын Дмитрий в 1961 году (трагически погиб вскоре после службы в армии) и дочь Александра в 1972 году (окончила МГУ, проживает в Москве).

## Тренерская карьера
В августе 1958 года по предложению директора химзавода Я. Ф. Терещенко Иван Родыгин поступил в Ленинградский техникум физкультуры и спорта, учёбу в котором завершил с «красным» дипломом в 1961 году, став преподавателем физического воспитания со специализацией «лыжный спорт». Вернувшись на завод, был принят методистом производственной гимнастики, одновременно организовав секцию общей физической подготовки (ОФП), в обязательном порядке посещавшуюся всеми руководителями заводских отделов и подразделений, что позволило выстроить прямые отношения с заводским руководством и способствовало в будущем решению многих вопросов развития физкультуры и спорта. В 1962 году, параллельно с ОПФ, начал вести занятия в секции лыжного спорта в созданном в 1957 году ДСО «Химик» (в ноябре 1964 году ДСО первым в Кировской области и одно из первых в стране получило статус спортивного клуба «Олимпия»). С 1962 по 1968 годы с участием Родыгина было подготовлено 14 мастеров спорта СССР, среди них: первый в городе мастер спорта лыжник Иван Работинский, чемпионка РСФСР по лыжным гонкам 1967 года Сусанна Работинская, входившие в сборную СССР двоеборцы Юрий Козулин и Виктор Жолобов. В 1963 году, когда биатлон был включён в программу зимней спартакиады Центрального совета физкультуры и спорта, Родыгин за 2 месяца смог подготовить команду, которая с полученными в отделе военизированной охраны (ВОХР) винтовками заняла 3 место на прошедшем в городе Сатка первенстве ЦСФиС, уступив командам Челябинской и Свердловской областей. В 1964 году в городе построили блиндажи тира, в 1965 — впервые провели первенство города.
23 апреля 1969 года появилось постановление спорткомитета СССР «О плане строительства спортивных баз для сборных команд страны», по которому в Кирово-Чепецке в 1969—1970 годах был построен комплекс специализированных сооружений для соревнований по биатлону. С 1972 года на лыжном стадионе для биатлона в пригородном посёлке Перекоп проходили Всесоюзные соревнования по биатлону на приз лыж «Россия» и Всесоюзные соревнования на приз спортклуба «Олимпия», являвшиеся отборочными при комплектовании сборной команды СССР по биатлону на чемпионаты мира. За всю историю комплекса на нём было проведено 18 Чемпионатов СССР (1971, 1973, 1973, 1977, 1979, 1980, 1984 годы) и РСФСР по биатлону и лыжным гонкам. Сборные команды СССР по биатлону и лыжным гонкам на трассах комплекса проводили подготовку к Олимпийским играм 1964, 1968, 1972 и 1976 годов. Иван Петрович был одним из инициаторов как создания биатлонного комплекса, так и начавшейся в сентябре 2010 года его масштабной реконструкции, позволившей в декабре 2015 года открыть обновлённый лыжно-биатлонный комплекс, рассчитанный на 300 спортсменов и 1000 зрителей, включающий биатлонное стрельбище на 30 мишенных установок, судейский центр, 25 вакс-кабин, обустроенные лыжно-биатлонные трассы протяжённостью 1,7 / 1,8 / 2,5 / 3,3 / 3,75 / 4,0 / 5,0 км и асфальтированную лыжероллерную трассу 5,0 км с разнообразным рельефом. На базе комплекса создано Кировское областное государственное автономное учреждение «Региональный центр зимних видов спорта „Перекоп“». Помимо спортивных сооружений, комплекс включает гостиницу, кафе, фестивальную поляну.
В 1968 году в СК «Олимпия» было открыта секция биатлона, на работе в которой сосредоточился Иван Петрович, передав прочие группы коллегам. В марте 1969 года Родыгин возглавил биатлонную секцию, а уже в 1971 году его ученик Иван Бяков завоевал место в 1-й сборной СССР. 11 февраля 1972 года на проходившей в японском Саппоро зимней Олимпиаде Бяков завоевал золотую медаль в эстафетной гонке 4 х 7,5 км. Этот комплект «золота» стал первым в истории советского биатлона, в 1976 году советский квартет с его участием победит и на играх в австрийском Инсбруке. ЗА победу же в Саппоро спортсмену было присвоено звание мастера спорта СССР международного класса, а тренер Родыгин 22 марта 1972 года первым в городе (и третьим в Кировской области) был удостоен почётного звания «Заслуженный тренер РСФСР». В том же году в детско-юношеской спортивной школе Кирово-Чепецка было открыто отделение биатлона, проработавшее до 2002 года и возрождённое в 2013 году. В 1974 году в спортклубе «Олимпия» был открыт опорный пункт олимпийской подготовки по биатлону. В 1993 году Иван Петрович ушёл на заслуженный отдых, в 1998 году стал одним из инициаторов создания книги, посвящённой истории спортивного движения в Кирово-Чепецке, и на протяжении многих лет участвовал в её подготовке. Увидевшая свет в 2006 году книга «Город спортивной славы: летопись рекордов и достижений спортсменов и физкультурников Кирово-Чепецка» включила в себя свидетельства и его тренерских достижений.
В 1990 году спорткомитетом СССР И. П. Родыгину было вручено свидетельство «Лучший тренер СССР». Среди его воспитанников — двукратный олимпийский чемпион, заслуженный мастер спорта СССР Иван Бяков, 33 мастера спорта СССР и России (19 — по биатлону и 14 — по лыжным дисциплинам), призёры международных соревнований, победители и призёры основных и молодёжных чемпионатов, первенств и кубков СССР и России, стартов Спартакиады народов СССР. Решением Кирово-Чепецкой городской Думы от 27 мая 2009 года № 9/76 И. П. Родыгину было присвоено звание «Почётный гражданин города Кирово-Чепецка».
Скончался 13 февраля 2024 года. Похоронен в Москве.